# Anthus furcatus
El bisbita piquicorto (Anthus furcatus), también denominado cachirla de uña corta, cachirla común y cachila uña corta, es una especie de ave paseriforme de la familia Motacillidae que vive en Sudamérica.

## Distribución y hábitat
Se encuentra en los herbazales de Argentina, Brasil, Paraguay y Uruguay.